# 알키오네 (신화)

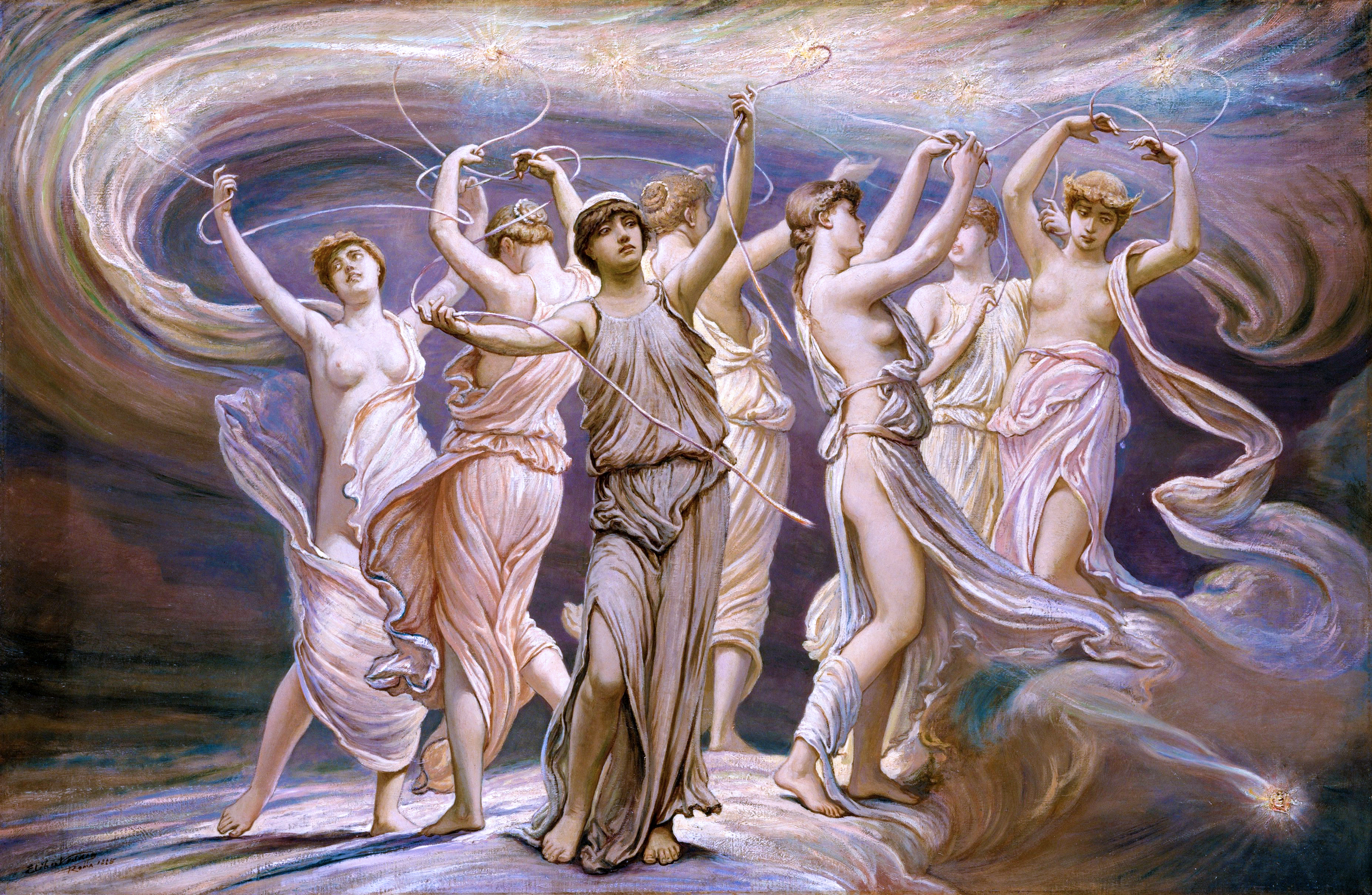

알키오네는 아틀라스와 플레이오네 사이의 딸인 플레이아데스 중 한 명으로, 포세이돈과의 사이에서 자식들을 낳았다. 자식들의 이름은 전승에 따라 다른데, 휘리에우스, 휘페레노르, 아이투사라고도 하고 휘페레스와 안타스라고도 하며, 글라우코스라는 전승도 있으며 또 히기누스와 오비디우스에 의하면 에포페오스라고 한다.